# خمره‌ای‌واران
خُمره‌ای‌واران (نام علمی: Tonnoidea) نام یک بالاخانواده از راسته پیرابندریختان است.